# Truilen

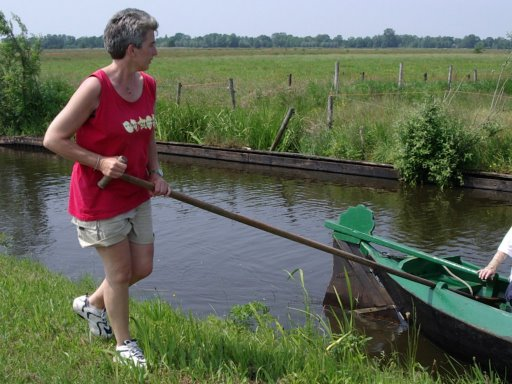
Een punter wordt getruild

Truilen of wegen is een vorm van scheepsvoortstuwing waarbij het schip wordt voortgeduwd door middel van een stok, zoals een vaarboom. Op klassieke kleine binnenschepen, voornamelijk schuiten, vindt men op het dek klampen geklonken, waarin de boom kan worden gestoken. Doordat de verbinding met het schip star is, kan het schip daarmee niet alleen vooruit worden geduwd, maar ook worden afgestopt. In tegenstelling tot jagen, waarmee een schip met een touw wordt voortbewogen. Bij de punter is de achterste spant verhoogd om het truilen mogelijk te maken: de zogenaamde truilkorf.
Doordat de truilboom achter op het schip klem wordt gezet is het bij kleinere schepen mogelijk het schip zonder roerganger te besturen. Om naar de kant toe te sturen wordt de kont van het schip van de kant af geduwd, om van de kant af te sturen wordt de kont naar de wal toe getrokken. Doordat het roer enige extra traagheid introduceert is dit makkelijker als het roer wordt afgenomen.